# Discoderus
Discoderus es un  género de coleópteros adéfagos de la familia Carabidae.
Hay 28 especies en total. Desde el sudoeste de Canadá hasta el sudoeste de México.

## Especies
Comprende las siguientes especies:
- Discoderus acinopoides Bates, 1884
- Discoderus aequalis Casey, 1914
- Discoderus amoenus Leconte, 1863
- Discoderus arcuatus Putzeys, 1878
- Discoderus congruens Casey, 1914
- Discoderus cordicollis G.Horn, 1891
- Discoderus crassicollis G.Horn, 1891
- Discoderus crassiusculus Putzeys, 1878
- Discoderus dallasensis Casey, 1924
- Discoderus difformipes Bates, 1882
- Discoderus dislocatus Bates, 1891
- Discoderus distortus Bates, 1882
- Discoderus impotens Leconte, 1858
- Discoderus longicollis Casey, 1914
- Discoderus melanthus Bates, 1884
- Discoderus obsidianus Casey, 1914
- Discoderus papagonis Casey, 1914
- Discoderus parallelus Haldeman, 1843
- Discoderus parilis Casey, 1914
- Discoderus peregrinus Casey, 1924
- Discoderus piger Bates, 1882
- Discoderus pinguis Casey, 1884
- Discoderus pulvinatus Bates, 1884
- Discoderus robustus G.Horn, 1883
- Discoderus subviolaceus Casey, 1914
- Discoderus symbolicus Casey, 1914
- Discoderus tenebrosus Leconte, 1848
- Discoderus texanus Casey, 1924